# Asesinato de Roxana Vargas
Roxana Vargas (c. 1988-julio de 2008) fue una estudiante venezolana de periodismo de la Universidad Católica Santa Rosa, cuyo cadáver fue encontrado el 14 de julio de 2008 con una herida en la cabeza en el sector Parque Caiza del municipio Sucre. Vargas, de 19 años, había sido vista por última vez el 12 de julio. Fue paciente del psiquiatra Edmundo Chirinos entre octubre de 2007 hasta abril de 2008.

## Investigación
Durante la investigación se encontraron evidencias que conectaban a Chirinos con la muerte de la estudiante: manchas de su sangre en el consultorio del psiquiatra y un blog de Roxana Vargas en el que revelaba una relación sentimental con Chirinos. En la residencia de Chirinos se hallaron 1200 fotografías y vídeos de mujeres desnudas o en ropa interior, muchas de ellas pacientes del psiquiatra que estaban aparentemente sedadas o dormidas en el consultorio cuando él se las tomó.

## Sentencia
Chirinos fue detenido el 1 de agosto de 2008. Durante el juicio, se mencionaron 14 casos de mujeres que habrían sido violadas por Chirinos al estar sedadas durante la consulta médico-paciente.
En septiembre de 2010, el Tribunal 5.º de Juicio de Caracas sentenció a Chirinos a veinte años de cárcel por homicidio. Chirinos fue recluido en la prisión de Yare III. Durante su reclusión, sufrió un accidente cerebrovascular que le generó un edema subdural. Como consecuencia, quedó con problemas para hablar y debía desplazarse en silla de ruedas. Cuando Edmundo Chirinos abandonó la cárcel salió caminando y no en silla de ruedas, hecho reportado por El Universal, lo cual le pareció una injusticia a la madre de la víctima Roxana Vargas. En marzo de 2012 se le otorgó la medida cautelar de casa por cárcel por su edad avanzada.